# Noviherbaspirillum malthae
Noviherbaspirillum malthae es una especie de bacteria gramnegativa del género Noviherbaspirillum. Fue descrita en el año 2013, es la especie tipo. Su etimología hace referencia a petróleo. Es aerobia. Tiene un tamaño de 1-1,2 μm de ancho por 1,4-1,6 μm de largo. Catalasa y oxidasa positivas. Forma colonias circulares, lisas y de color amarillo en agar NA. Temperatura de crecimiento entre 20-40 °C, óptima de 30 °C. Tiene un contenido de G+C de 63,4%. Se ha aislado en suelos contaminados con aceites en la ciudad de Kaohsiung, en Taiwán.